# Боровёнка (Новгородская область)
Боровёнка — посёлок в Окуловском муниципальном районе Новгородской области, административный центр Боровёнковского сельского поселения.
Ранее - станция Николаевской железной дороги, Крестецкого уезда Новгородской губернии (Заозёрская волость и/или Каевская волость).
Посёлок и одноимённая железнодорожная станция расположены на главном ходу Октябрьской железной дороги в 15 км к северо-западу от Окуловки (21 км по автомобильной дороге).

## История

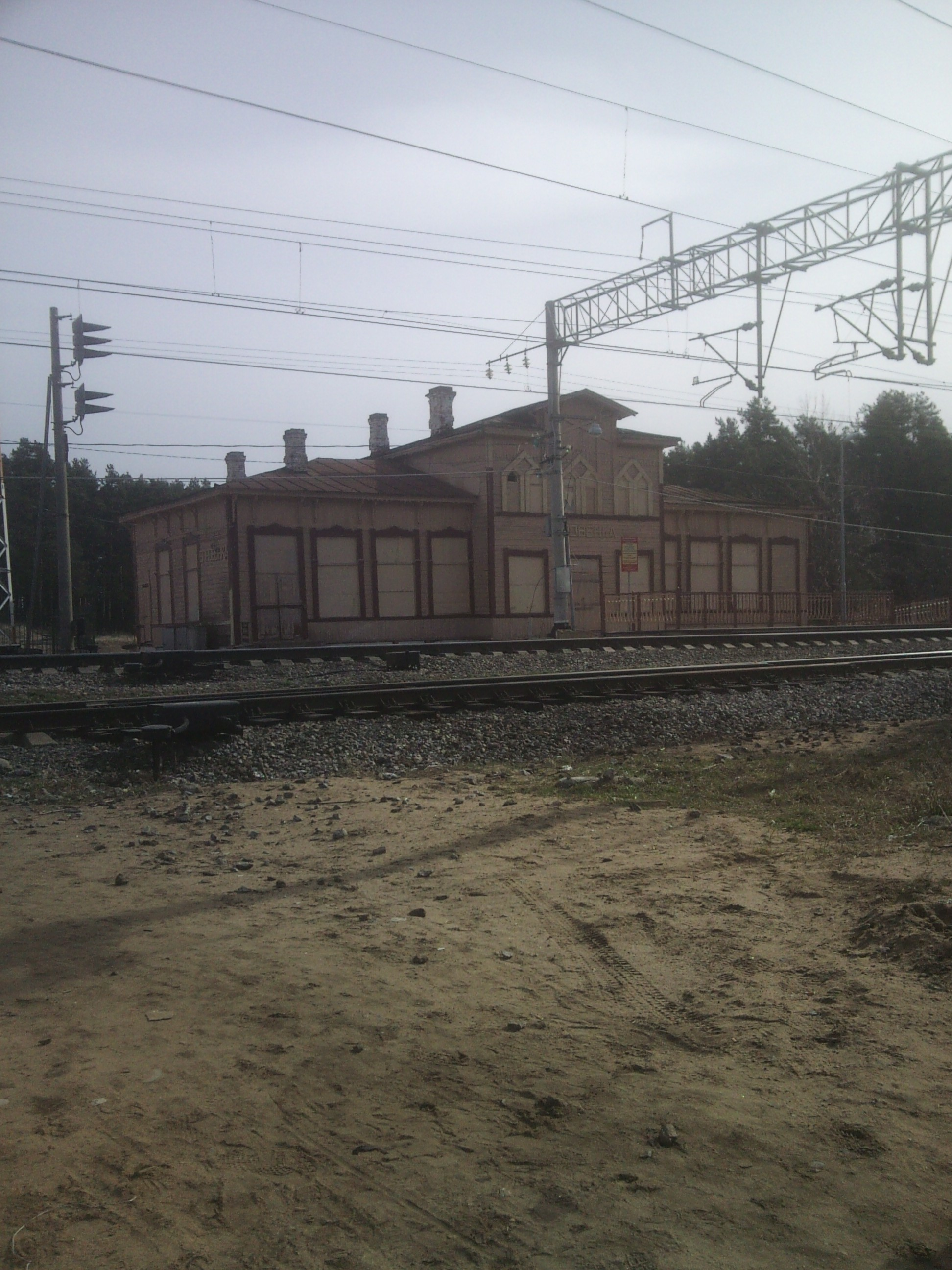

Станция Боровёнка была заложена при строительстве железной дороги между Санкт-Петербургом и Москвой в 1843—1851гг и относилась к церковному приходу села Теребуново.
Рядом с Боровенкой была деревня Жигачи, которая в дальнейщем стала частью Боровенки.
В 1900 году в Боровёнке была построена Михайло-Архангельская церковь (не сохранилась). К 2012 году церковь в большой степени восстановлена как храм Архангела Михаила.
По сведениям 1909 года, в Боровёнке находился дом для сирот - Санкт-Петербургский воспитательный дом. Воспитанники этого дома довольно часто умирали в детском возрасте.
В Списке домовладельцев ст. Боровёнка (1903г) значатся: дворянка Аносова Елена Гавриловна, дворянка Дружинина Елена Дмитриевна (жена начальника станции), дворянин Доможиров Николай Дмитриевич и генерал Доможиров Фёдор Дмитриевич, купцы Беляев Иван Макарович, Зубов Иван Васильевич, купеческий сын Прокофьев А. Н., вдова титулярного советника Осипова Екатерина Дмитриевна, зажиточные крестьяне Кошелев Михаил Гаврилович и Филиппов Михаил Васильевич, отставные унтер-офицеры Бычков С. М. и Гусаров И. Д., жандарм Анникин Т. П.
В 1912 году станцию переименовали в «Турцевич», в честь инженера путей сообщения И.А. Турцевича (1851—1911), но в 1915 году вернули ей прежнее название.
Около 1914 г. в Боровёнке имеется небольшой кожевенный завод братьев Мосягиных.
Школа (церковно-приходская) в Боровёнке была открыта в 1901 году. Позднее она была переведена в бывший дом Филиппова — двухэтажный деревянный дом на перекрёстке улицы Кооперативная (Хоринская). Позже была построена новая школа, кирпичная. В старой школе обучались первые классы и была школьная библиотека. К 2012 году старую школу закрыли.
С 1943 до 1949 годы в Боровёнке было ремесленное училище связи РУ-5.

## Транспорт
Железнодорожная станция. Автомобильные дороги в Окуловку, в Любытино (через Висленев Остров), в Торбино, в Заручевье и Выдрино

## Люди, связанные с посёлком
- Герой Социалистического Труда Г. А. Тимофеева (за работу старшим электромехаником Октябрьской железной дороги на станции Боровёнка)[4].
- Турцевич, Иосиф Антонович. Инженер путей сообщения, проработавший более 35 лет в ведомстве в должности начальника Санкт-Петербург-Варшавской, а затем Николаевской железной дороги. Его имя станция Боровёнка носила с 1912 по 1915 гг.
- Влызько, Олекса Фёдорович — украинский поэт, прозаик, уроженец Боровёнки 1908 года
- Толстой, Лев Николаевич. В июле 1879 г. Л. Н. Толстой с сыном Сергеем посетили свою тёщу Л. А. Берс на мызе Утешенье в 10 верстах от Боровёнки.
- Хлебников Велимир (1885—1922). Поэт-футурист, «председатель Земного шара». В июне 1922 г. сошёл на станции Боровёнка и пешком отправился в деревню Санталово (ныне урочище близ деревни Ручьи Крестецкого района), где и умер.
- Иванов, Михаил Сергеевич. Родился (15.11.1909) и похоронен в Боровёнке (Скончался 19 октября 1986 года). Окончил Ленинградский университет, в аспирантуре учился в Москве. Доктор наук, был в посольстве в Иране в начале 40-х гг. Ректор МГИМО в 55-57 годах. Крупный специалист, автор многих книг по истории Ирана.

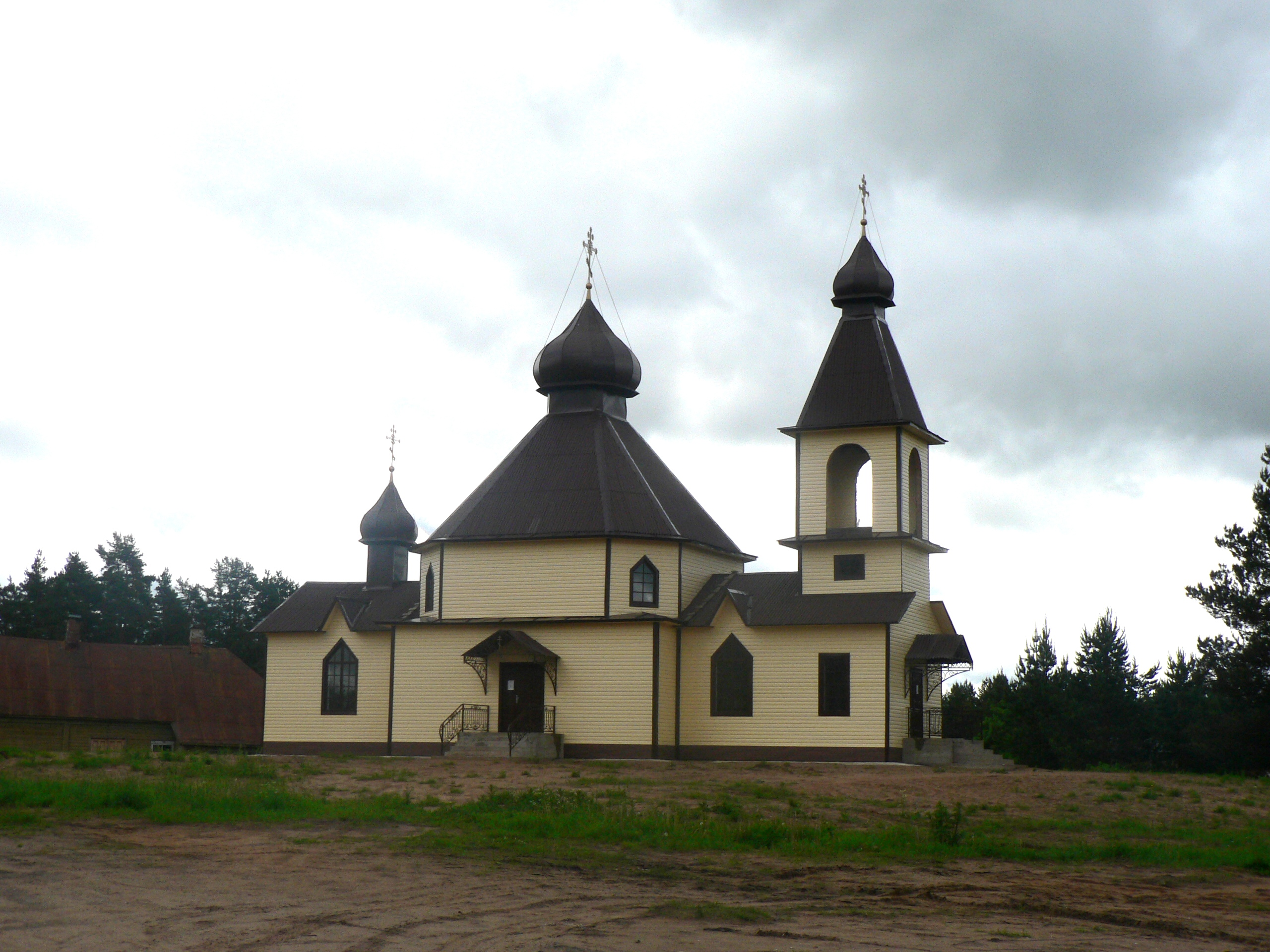
Церковь в Боровёнке

- Кульман, Александр Карлович. Родился в 1874 году в м. Аракчеевские казармы Новгородской губернии, швед. Выпускник Новгородской духовной семинарии 1898 года (?). Священник в Боровёнке с 1900 по 1937 годы. Преподавал в школе закон Божий. Раскулачен в 1931 году, арестован 21 сентября 1937 года и расстрелян[5].
- Доможиров, Фёдор Дмитриевич (1857—1909), Генерального штаба генерал-лейтенант, похоронен в склепе у церкви в Боровёнке. После революции в его доме разместили детский сад.
- Доможиров, Николай Дмитриевич, дворянин, служил судьёй в Крестецкой управе. Землю сдавал в аренду эстонским переселенцам. Дача в Боровёнке, хозяйство вёл управляющий. Имел лавки в Боровёнке, давал деньги в кредит (отрабатывали заготовкой берёзового швырка для бум. фабрики). Четверо детей. Дочь Людмила учительствовала в Боровёнке в церковно-приходской школе, сын Борис хорошо играл на кларнете и пианино, после революции долго руководил художественной самодеятельностью в Боровёнке, Поддубье. Дача после революции использовалась под детские ясли.
- Ковалевская, Лидия Карловна (24.12.1905, с. Белое (ныне Любытино) — 21.9.1987, Боровёнка). Получила педагогическое образование, семь лет вела работу по ликвидации неграмотности среди детей и взрослых. С 1940 г. до ухода на пенсию в течение 32 лет бессменно заведовала библиотекой, вела большую и разностороннюю общественную работу. Заслуженный работник культуры РСФСР (с 19.4.1965), медали «Ветеран труда», К 100-летию В. И. Ленина, почётная медаль, почётный жетон, два значка активиста Советского фонда мира, значок «Пропагандист книги», звания «Отличник библиотечной работы» и «Библиотека отличной работы», грамоты Министерства Культуры СССР и РСФСР, ЦК Профсоюза работников культуры, дипломы газеты «Известия» и Союза Художников РСФСР. Депутат Боровёнковского сельсовета, председатель Совета ветеранов, цветовод, краевед… В память о безупречной и общественно активной жизни на глазах у всего посёлка одна из улиц Боровёнки названа именем Л. К. Ковалевской[6].
- Жуков Василий Георгиевич, (07.07.1891, г. Колпино — ? Торбино) начальник станции Боровёнка в 30-е годы. Арестован 10.10.1937 года, осуждён 19.12.1937 года, освобождён по реабилитации 23.10.1939. Жуков Василий Георгиевич - реальная историческая личность, много сделавшая в 30е годы для развития станции Боровенка. После войны он жил и работал на станции Торбино (предположительно), умер в начале 70-х годов предположительно.
- Заведующая школой Добрякова Анна Михайловна, награждена орденом Ленина